# Бороватое
Бороватое — деревня в Борском сельском поселении Бокситогорского района Ленинградской области.

## История
С 1917 по 1918 год выселок Сергеево входил в состав Большегорской волости Тихвинского уезда Новгородской губернии.
С 1918 года, в составе Череповецкой губернии.
С 1927 года, в составе Межурецкого сельсовета Тихвинского района.
С 1928 года, в составе Борского сельсовета.
По данным 1933 года выселок Сергеево входил в состав Борского сельсовета Тихвинского района.
С 1 января 1939 года выселок Сергеево учитывается областными административными данными, как деревня Бороватое. В 1939 году население деревни составляло 114 человек.
С 1952 года, в составе Бокситогорского района.
С 1963 года, вновь в составе Тихвинского района.
С 1965 года вновь в составе Бокситогорского района. В 1965 году население деревни составляло 14 человек.
По данным 1966, 1973 и 1990 годов деревня Бороватое также входила в состав Борского сельсовета.
В 1997 году в деревне Бороватое Борской волости постоянного населения не было, в 2002 году проживали 8 человек (русские — 87 %).
В 2007 году в деревне Бороватое Борского СП проживал 1 человек, в 2010 году — 3.

## География
Деревня расположена в юго-западной части района на автодороге 41К-031 (Дыми — Бочево).
Расстояние до административного центра поселения — 7 км.
Расстояние до районного центра — 6 км. 
Деревня находится на левом берегу реки Воложба.

## Инфраструктура
На 2017 год в деревне было зарегистрировано 3 домохозяйства.